# إليزابيث ألين
إليزابيث ألين (بالإنجليزية: Elizabeth Anne Allen)‏ (و. 1970 – م) هي ممثلة، وممثلة تلفزيونية، من الولايات المتحدة الأمريكية، ولدت في مدينة نيويورك.

## وصلات خارجية
- إليزابيث ألين على موقع IMDb (الإنجليزية)
- إليزابيث ألين على موقع قاعدة بيانات الفيلم (الإنجليزية)